# Шилкинское городское поселение
Городско́е поселе́ние «Шилкинское» — муниципальное образование в Шилкинском районе Забайкальского края Российской Федерации.
Административный центр — город Шилка.

## История
Статус и границы городского поселения установлены Законом Читинской области от 19 мая 2004 года «Об установлении границ, наименований вновь образованных муниципальных образований и наделении их статусом сельского, городского поселения в Читинской области».

## Население
| 2009    | 2010    | 2011    | 2012    | 2013    | 2014    | 2015    |
| ------- | ------- | ------- | ------- | ------- | ------- | ------- |
| 14 043  | ↗14 539 | ↘14 514 | ↘14 292 | ↘14 107 | ↘13 854 | ↘13 709 |
| 2016    | 2017    | 2018    | 2019    | 2020    | 2021    |         |
| ↘13 520 | ↘13 313 | ↘13 194 | ↘13 143 | ↘13 005 | ↘12 525 |         |

## Состав городского поселения
| № | Населённый пункт | Тип населённого пункта        | Население |
| - | ---------------- | ----------------------------- | --------- |
| 1 | Митрофаново      | село                          | ↘479      |
| 2 | Шилка            | город, административный центр | ↘12 046   |